# Поль (река)
Поль — река во Владимирской области, левый приток реки Бужи (бассейн Оки). Длина — 66 км. Площадь бассейна — 635 км².
Поль, один из притоков Бужи, берёт начало в районе деревни Прокунино, протекает частично среди болот, полей и лесов на юг.

## Притоки (км от устья)
- 37 км: река Вижница (?)
- 47 км: река Ужба (Ужбол) (пр)
- Винчур (?)

## Галерея

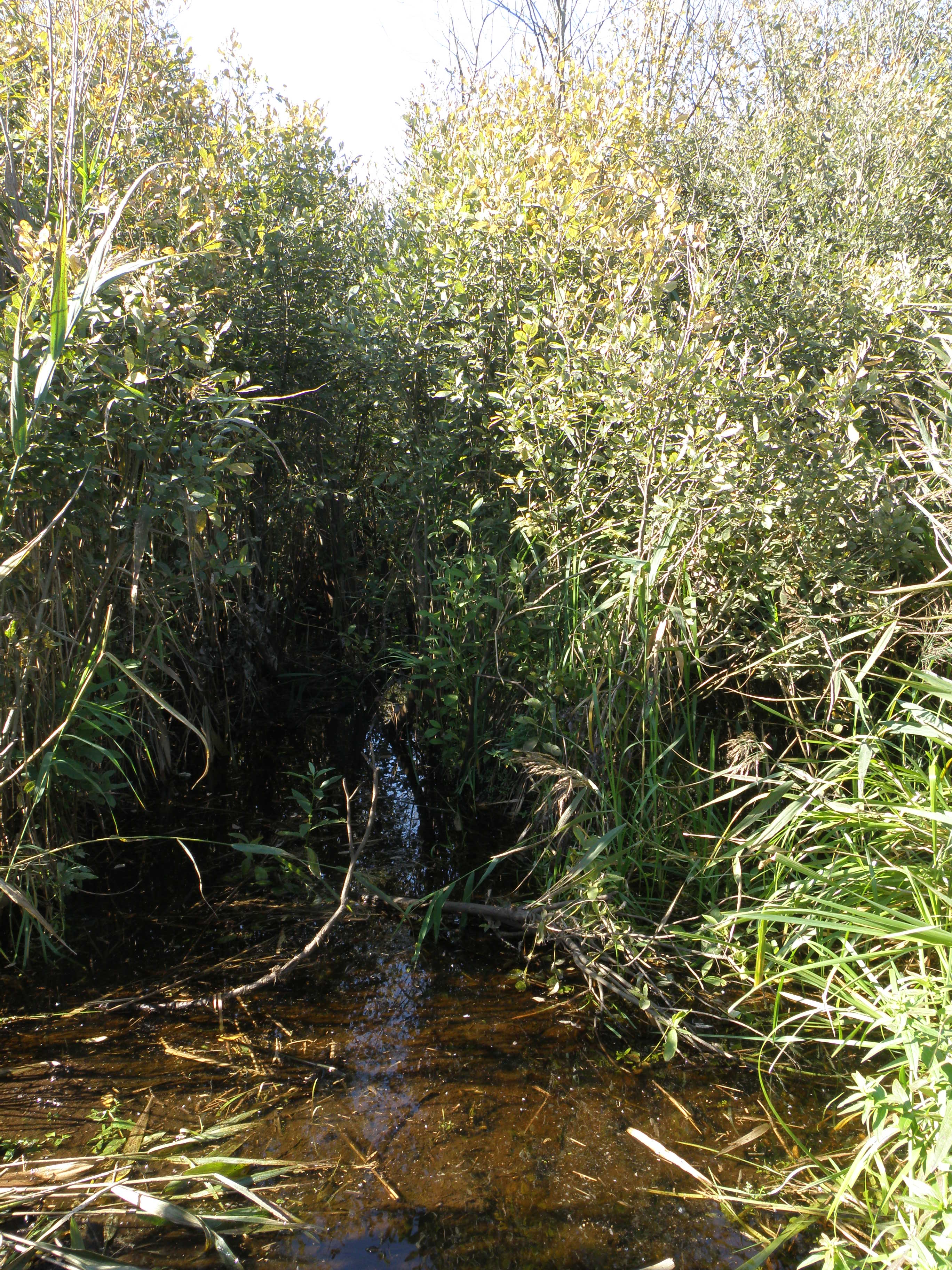
Протока р. Поль на северной границе НП «Мещёра»
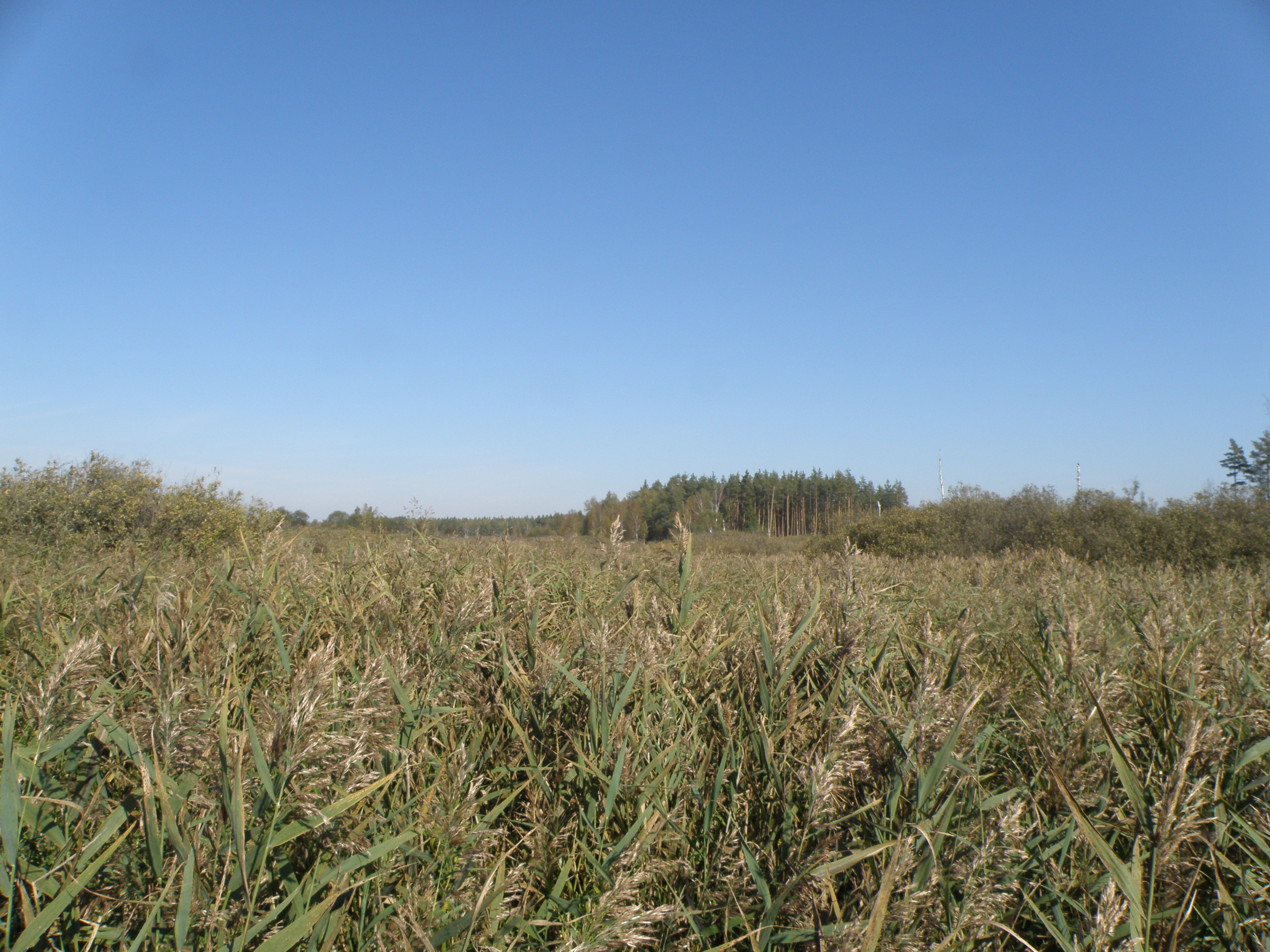
Болотистая пойма р. Поль на северной границе НП «Мещёра»